# Мутанен (озеро)
Му́танен (фин. Mutanen) — озеро на территории Лоймольского сельского поселения Суоярвского района Республики Карелия.

## Общие сведения
Площадь озера — 0,7 км². Располагается на высоте 132,2 метров над уровнем моря.
Форма озера лопастная, продолговатая: вытянуто с северо-запада на юго-восток. Берега заболоченные.
Через озеро протекает река Мутанен.
В северо-западной части озера расположен небольшой остров без названия.
Населённые пункты возле озера отсутствуют. Ближайший — посёлок городского типа Вяртсиля — расположен в 24 км к юго-западу от озера.
Код объекта в государственном водном реестре — 01040300211102000013339.